# Laurent Wolf
Laurent Wolf (született Laurent Debuire, Toulouse, 1971. november 16.) francia Tribal- house producer és lemezlovas.
Ő a szerzője több válogatást tartalmazó saját szám és remixnek. Elérte a toplista élét, az ő "Saxo" és a "Calinda" kompozícióival. Wolf volt a győztes a DJ kategóriában a 2008-as World Music Awardson. Az egyetlen a "No Stress " jellegzetes énekese Eric Carter volt a francia SNEP Singles Chart. 2009. október 28-án a [DJ Magazin] bejelentette eredményeit éves Top 100 DJ szavazatok alapján, az [Ultra Records] Wolf forgalomba a 66. helyen.

## Diszkográfia

### Kislemezek
- 2001 "Octopussy" (Bootleg Records)
- 2002 "Afro-Dynamic Part 1" (Royal Drums)
- 2002 "Afro-Dynamic Part 2" (Royal Drums)
- 2002 "Afro-Dynamic Part 3" (Royal Drums)
- 2002 "Energy" (Royal Flush Special) with Michael Kaiser
- 2002 "Hear a Friend" (Royal Flush Special)
- 2002 "Oriental Dream" (Grain Of Groove)
- 2002 "Planar / Hear a Friend" (House Works)
- 2002 "Pump It Up" (Royal Flush Special)
- 2002 "Right All" (Royal Flush Special) with Michael Kaiser
- 2002 "Tiger" (Not On Label)
- 2002 "Together" (Royal Flush Special)
- 2003 "Afro-Dynamic Part 4" (Royal Drums)
- 2003 "Saxo" (Rise)
- 2003 "Saxo" (The Vocal Remixes) (Royal Drums)
- 2003 "Sunshine Paradise" (Royal Flush Special)
- 2003 "Sunshine Paradise EP" (Vendetta Records)
- 2003 "Together" (Remixes) (Royal Flush Special)
- 2003 "Work" (Royal Flush Special)
- 2003 "About That" (Darkness)
- 2003 "Rock Machine" (Darkness)
- 2006 "Another Brick" (Sony/BMG Records) with Fake
- 2008 "No Stress" (Sony/BMG Records) with Eric Carter
- 2008 "Wash My World" (Sony/BMG Records) with Eric Carter
- 2009 "Seventies" (Sony/BMG Records) with Mod Martin
- 2009 "Explosion" (Sony/BMG Records) with Eric Carter
- 2009 "Walk The Line" (Sony/BMG Records) vs. Johnny Cash
- 2010 "Survive"
- 2010 "2012 : Not the end of the world"

### Albumok
- Prive (2003)

1. "Finally" (original mix)
2. "Only one" (original mix)
3. "Learn 2 love" (original mix)
4. "Young hearts" (original mix)
5. "Groove in on the 1" (club mix)
6. "Feel so good" (original extended mix)
7. "Party" (Junior Jack remix)
8. "Bel amour" (original mix)
9. "4 play" (original mix)
10. "Here we go" (Robbie Rivera mix)
11. "South beach theme" (R grey vocal mix)
12. "Shaker" (original mix)
13. "Planar" (original mix)

- Sunshine Paradise (2003)

CD 1
1. "Saxo"
2. "Sunshine Paradise"
3. "Calinda"
4. "About That"
5. "Sunshine Is Burning"
6. "Gallion"
7. "Together"
8. "Iyo"
9. "On The Music"
10. "Egyptian"
11. "Do Brazil"
12. "Happy Tv"

CD 2
1. "Feel My Drums"
2. "Bomba"
3. "Work"
4. "Flama"
5. "Afro-Dynamic"
6. "Bbc News"
7. "Sunshine Paradise" (Remix)
8. "Twister"
9. "Pump It Up"
10. "Percucion"
11. "Hear A Friend"
12. "Planar"

- Positiv Energy (2004)

1. "Rock Machine"
2. "Phunky Star"
3. "Love"
4. "Dancing"
5. "Morning Light"
6. "Diso Revenge 2004"
7. "Saxo"
8. "Calinda"
9. "Baccara"
10. "Brazilian Affair"
11. "Lyo"
12. "Sunshine Paradise"
13. "About That"
14. "Work"
15. "Opera House"

- Afrodynamic (2005)

1. "La Coca"
2. "Bomba"
3. "Afro Dynamic"
4. "Saxo Revenge"
5. "Lyo"
6. "Feel My Drums"
7. "Do Brazil"
8. "Saxo"
9. "Chicago"
10. "Saxo Revenge"
11. "Afro Master Tracks"

- Hollyworld (2006)

1. "Another Brick"
2. "It's Too Late"
3. "Hollyworld"
4. "I Don't Know"
5. "Yume"
6. "Quiet Time"
7. "Come On"
8. "High Up"
9. "My Heart"
10. "War"
11. "The Crow"
12. "Jungle"

- Wash My World (2008)

1. "No Stress" (Radio Edit)
2. "Wash My World"
3. "Seventies"
4. "My Song"
5. "Explosion"
6. "I Pray"
7. "Columbia" (Single Version)
8. "Spootnik"
9. "Why"
10. "No Stress" (Zen @ Acoustic)

## Fordítás
- Ez a szócikk részben vagy egészben  a   Laurent Wolf című angol Wikipédia-szócikk fordításán alapul.  Az eredeti cikk szerkesztőit annak laptörténete sorolja fel. Ez a jelzés csupán a megfogalmazás eredetét és a szerzői jogokat jelzi, nem szolgál a cikkben szereplő információk forrásmegjelöléseként.